# فرانك ماكنالي
فرانك ماكنالي (بالإنجليزية: Frank McNally)‏ هو لاعب كرة قدم أمريكية أمريكي، ولد في 29 مارس 1907 في مقاطعة بيرشينج في الولايات المتحدة، وتوفي في 5 فبراير 1993.